# Doué-la-Fontaine
Doué-la-Fontaine ist eine Ortschaft und eine Commune déléguée in der französischen Gemeinde Doué-en-Anjou mit 7.863 Einwohnern (Stand: 1. Januar 2022) im Département Maine-et-Loire in der Region Pays de la Loire. Die Einwohner werden Douessins genannt.

## Geografie
Doué-la-Fontaine liegt in der Landschaft Saumurois im Herzen des Regionalen Naturparks Loire-Anjou-Touraine. Doué-la-Fontaine liegt im Weinbaugebiet Anjou.
Umgeben wurde die Gemeinde Doué-la-Fontaine von den Nachbargemeinden Louresse-Rochemenier im Norden und Nordwesten, Dénezé-sous-Doué im Norden, Forges im Nordosten, Saint-Georges-sur-Layon im Osten, Brossay im Südosten, Vauldenay und Les Verchers-sur-Layon im Süden, Concourson-sur-Layon im Südwesten sowie Montfort im Westen.

## Geschichte
Theodoadus und Thedwat sowie ähnliche Bezeichnungen waren 814 und 835 als Namen des Ortes verwendet worden; 847 wird der Ort erstmals als Doadum geführt. Das Gebiet der heutigen Gemeinde war bereits in der Antike besiedelt und diente eine Zeit lang als Königspfalz karolingischer Herrscher. 1024 wurde die Burg von Doué an den Graf von Anjou gegeben. Im Mittelalter entwickelte sich die Ortschaft.
Der heutige Ortsname Doué-la-Fontaine wurde 1893 angenommen, 1933 offiziell verankert. 1964 wurden die Gemeinden Douces und Soulanger eingemeindet.
Die Gemeinde Doué-la-Fontaine wurde am 30. Dezember 2016 mit Brigné, Concourson-sur-Layon, Forges, Meigné, Montfort, Saint-Georges-sur-Layon und Les Verchers-sur-Layon zur neuen Gemeinde Doué-en-Anjou zusammengeschlossen. Sie gehörte zum Arrondissement Saumur und war der Hauptort (chef-lieu) des Kantons Kanton Doué-la-Fontaine.

## Sehenswürdigkeiten

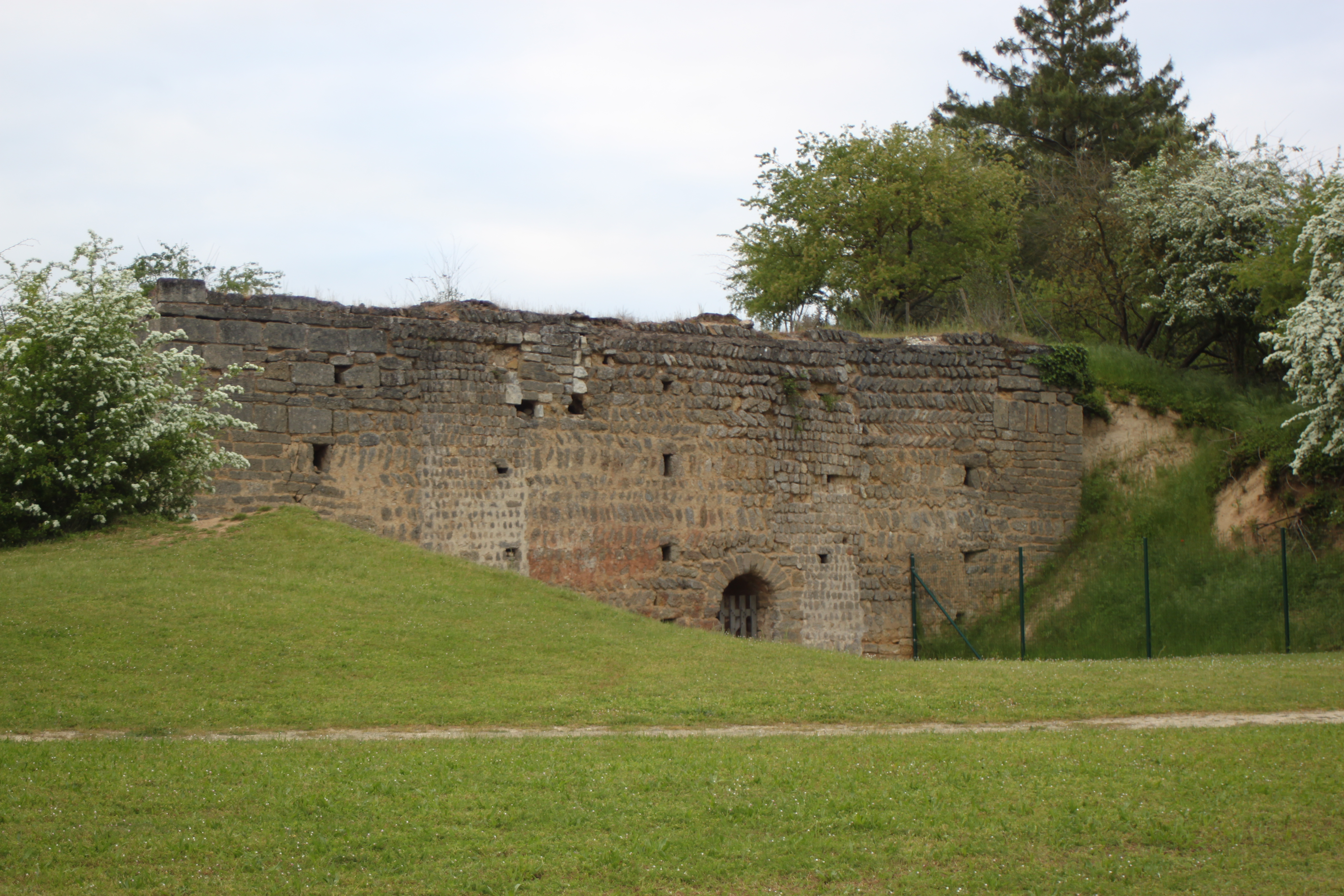
Ruine der karolingischen Pfalz

Von besonderer historischer Bedeutung sind die (seltenen) Überreste einer Pfalz der westfränkischen, karolingischen Könige, die im 10. und 11. Jahrhundert errichtet wurde. Die nur sehr kleinen Fenster lassen vermuten, dass der Bau ursprünglich deutlich höher war oder über einen Holz- oder Fachwerkaufsatz verfügte. Im späteren Mittelalter wurde der Sockel „eingemottet“, d. h. durch Anschüttung von Erde in eine künstliche Turmhügelburg (eine sogenannte Motte) verwandelt, wobei das ursprüngliche, ebenerdige Tor verschwand. Durch teilweise Abtragung des Hügels ist es inzwischen wieder sichtbar. Auf diese Weise sind aber die eingegrabenen Teile des Bauwerks erhalten geblieben. Ob es sich um die älteste steinerne Burganlage handelt, ist jedoch zweifelhaft. Sie ist seit 1973 Monument historique.
- Château de Soulanger, seit 1986/1990 Monument historique
- Kirchen Saint-Denis, seit 1862 Monument historique, und Saint-Pierre

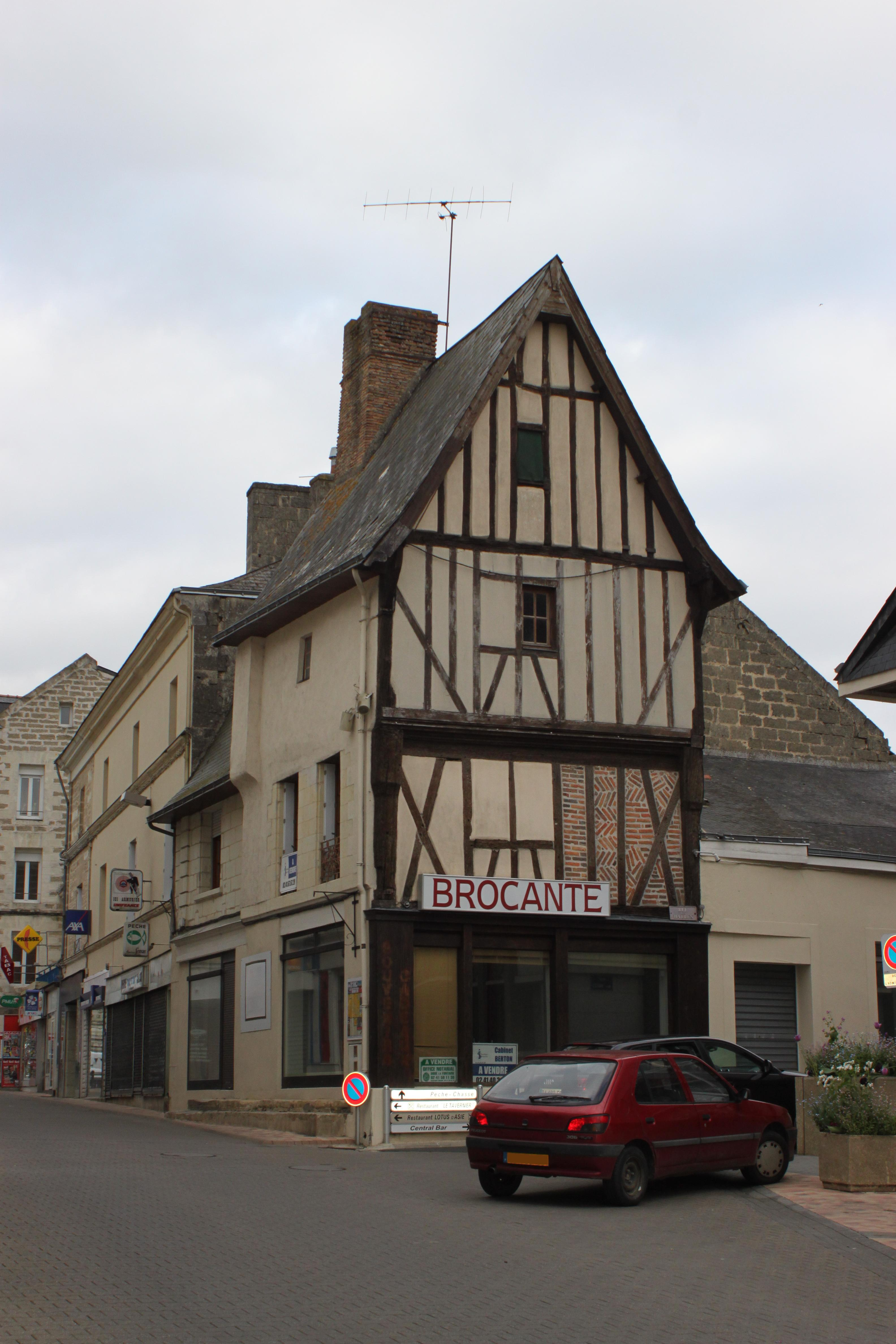
Fachwerkhaus

- Bioparc de Doué-la-Fontaine
- Theater Philippe Noiret
- Rathaus

## Weinbau
Der Ort gehört zum Weinbaugebiet Anjou.

## Kultur
Jährlich findet das Rosenfest statt. Doué-la-Fontaine gilt als französische Rosenhauptstadt.

## Persönlichkeiten
- Jean Alexandre Caffin (1751–1828), General der Infanterie
- Noël Roquevert (1892–1973), Schauspieler
- Francine Caron (* 1945), Schriftstellerin
- Anthony Réveillère (* 1979), Fußballspieler